# Santuario di Nostra Signora dell'Acquasanta
Il santuario di Nostra Signora dell'Acquasanta è un luogo di culto cattolico di Genova, situato nella frazione di Acquasanta in piazza Chiesa dell'Acquasanta.

## Storia

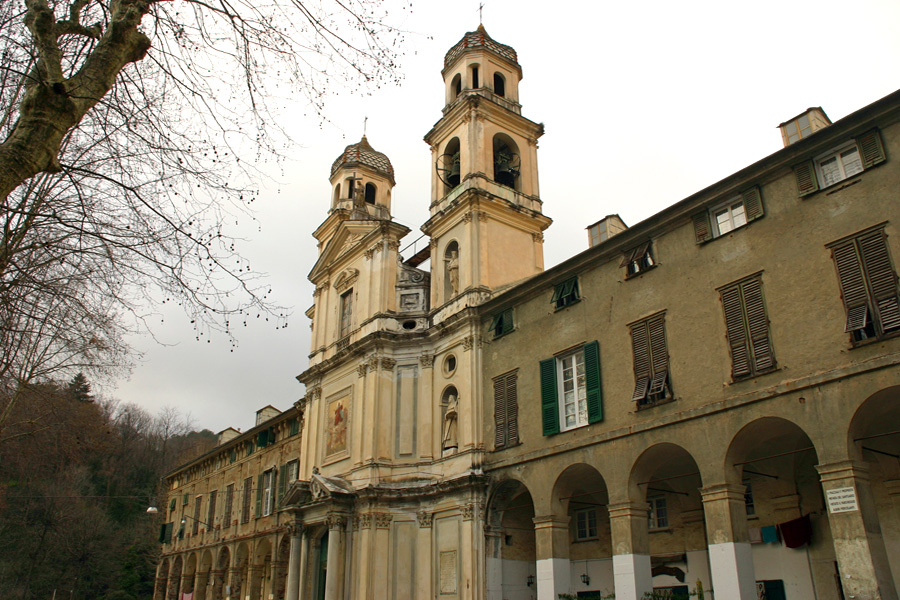
Vista frontale del santuario

La frazione sorta intorno a questa fonte si sviluppò nel tempo grazie al culto della Madonna dell'Acquasanta, sorto in seguito a un'apparizione mariana che sarebbe avvenuta verso la metà del XV secolo, e sarebbe stata accompagnata da fenomeni miracolosi. Successivamente fu costruito un santuario che, posto sotto la giurisdizione della Pieve di Palmaro, è da sempre meta di pellegrinaggi delle confraternite di Mele, Arenzano, Crevari, Voltri e Pra', tutte facenti parte dell'antica Pieve.
Il santuario è stato costruito tra il 1683 e il 1718, su un progetto iniziale probabilmente opera dell'architetto lombardo Carlo Muttone a cui, sempre a Genova, sono attribuite anche la chiesa di Santa Croce e San Camillo (sita in una traversa di Via XX Settembre) e la chiesa di San Luca (sita nel centro storico).
Durante i secoli successivi negli interni sono stati aggiunti diversi altari (l'altare maggiore è stato costruito a partire dal 1730 da Francesco Maria Schiaffino e terminato da Carlo Cacciatori, un suo allievo) e cappelle. La facciata, realizzata in base ad un progetto di Maurizio Reggio e i due campanili, sono stati completati agli inizi del XX secolo, tra il 1900 e il 1911.
Sul finire del XIX secolo e nei primi decenni del XX secolo, oltre che luogo di pellegrinaggio fu meta turistica dei signori dei paesi vicini da Arenzano fino a Sampierdarena, e nell'entroterra fino a Rossiglione, grazie ad un centro termale rinomato.
Due lapidi poste all'interno del Santuario ricordano il matrimonio, il 21 novembre 1832, di re Ferdinando II di Borbone con Maria Cristina di Savoia.
Ogni anno, tra agosto e settembre, è uso che le confraternite ogni domenica, a turno, giungano all'Acquasanta in pellegrinaggio e percorrano la Scala Santa, portando in processione i Cristi le proprie casse processionali. Una volta giunti in cima i portatori fanno ballare le casse processionali, alzandole e abbassandole ritmicamente in segno di saluto alla Madonna.
Dopo dieci anni di lavori (2001-2011) l'area delle terme ("Terme di Genova") è stata completamente ripristinata, con inaugurazione del nuovo sito il 24 gennaio 2011, in contemporanea con l'ufficiale apertura dei nuovi lavori conservativi che prevedono il recupero della barocca facciata, dei porticati, dell'antistante piazzale e dei locali adiacenti al santuario.

## Descrizione

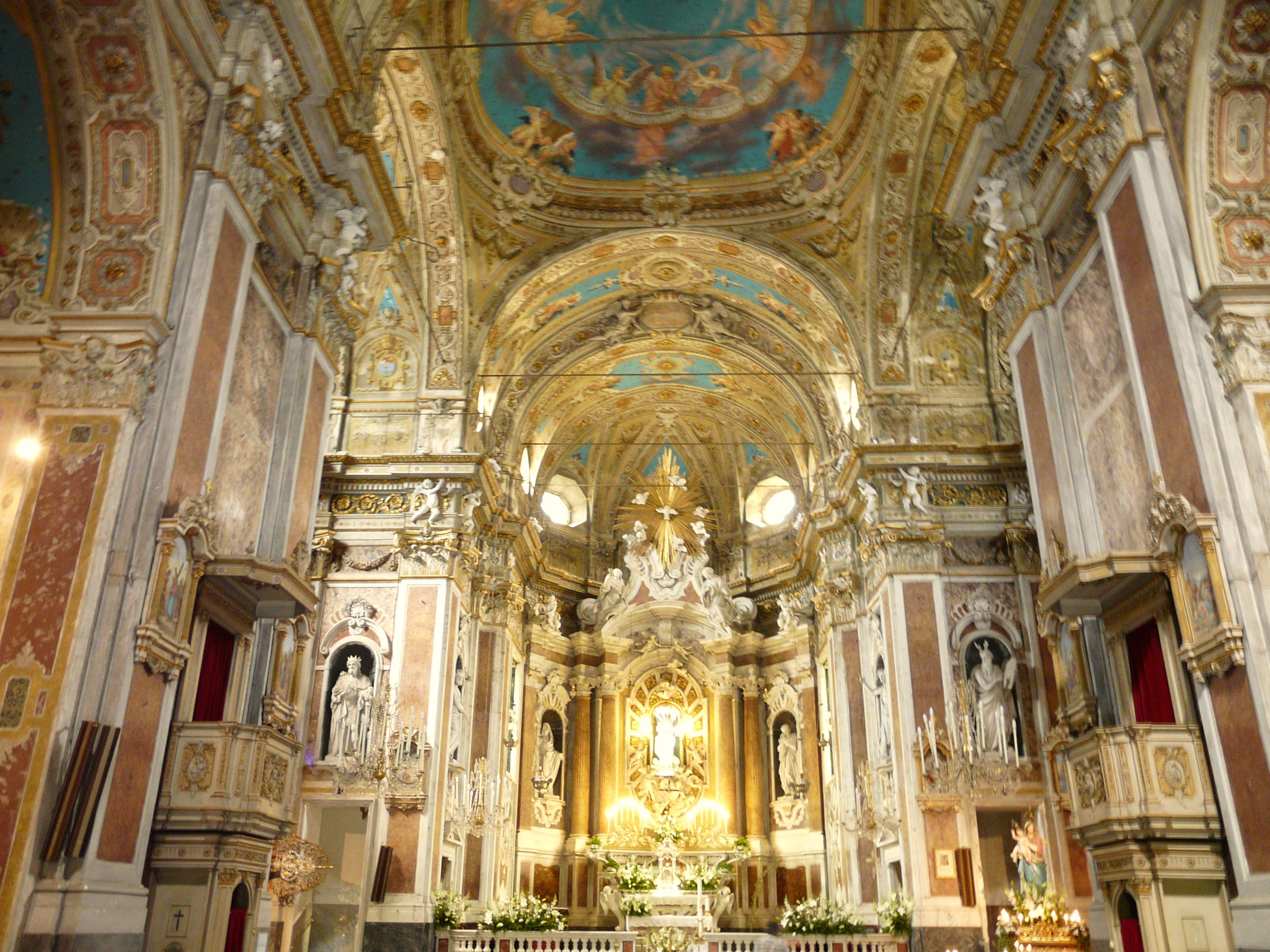
La navata centrale

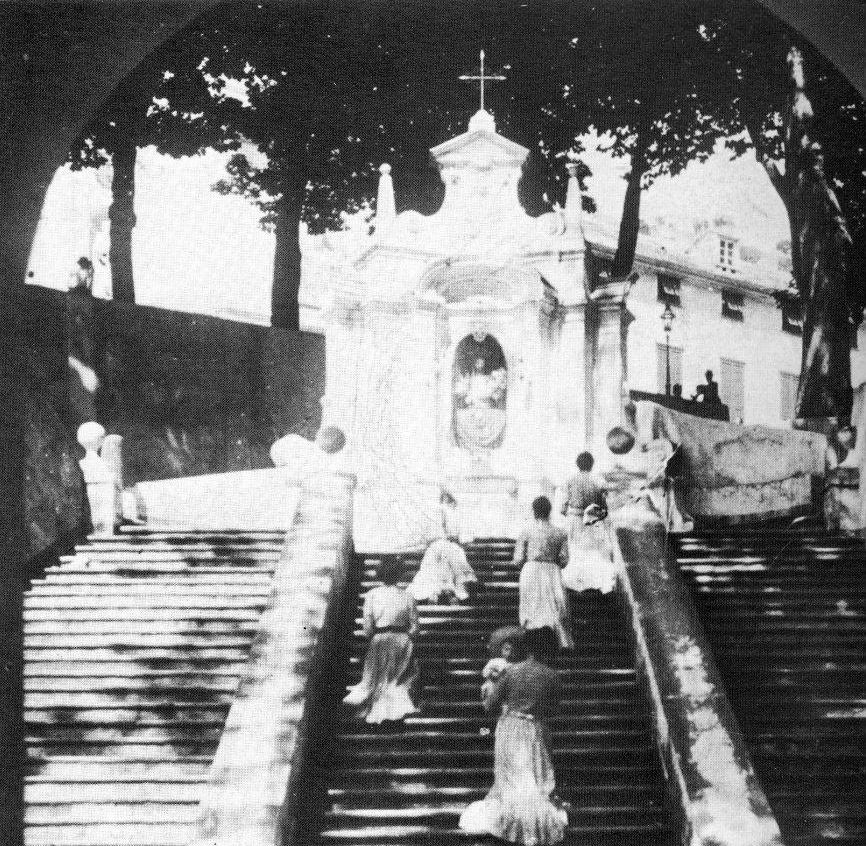
La "Scala santa" del santuario in una fotografia del 1898

Il santuario è a croce latina con una sola navata. L'interno è stato affrescato da Giuseppe Canepa nel XVIII secolo e ripreso, nel 1911, da Rodolfo Gambini. La tela sull'altare della prima cappella della parete destra, dedicata all'Assunta, è stata dipinta nel 1616 dal pittore Lazzaro Tavarone; nella seconda cappella sinistra si trova la tela Santi Anna e Gioacchino e la Madonna giovinetta, opera di Giuseppe Canepa del 1785. Nel transetto il crocifisso è attribuito ad Anton Maria Maragliano, mentre le sottostanti quattro statue marmoree sono dello scultore Antonio Brilla. Nella sagrestia, oltre al "tesoro del santuario", è situato il dipinto della Sacra Famiglia di Domenico Fiasella.
Una Scala Santa composta di trentatré gradini, copia di quella che si dice percorse Gesù Cristo per giungere da Pilato, fu costruita a partire dalla Cappellina in direzione del santuario.